# Auf dem land (Ernst Jandl)

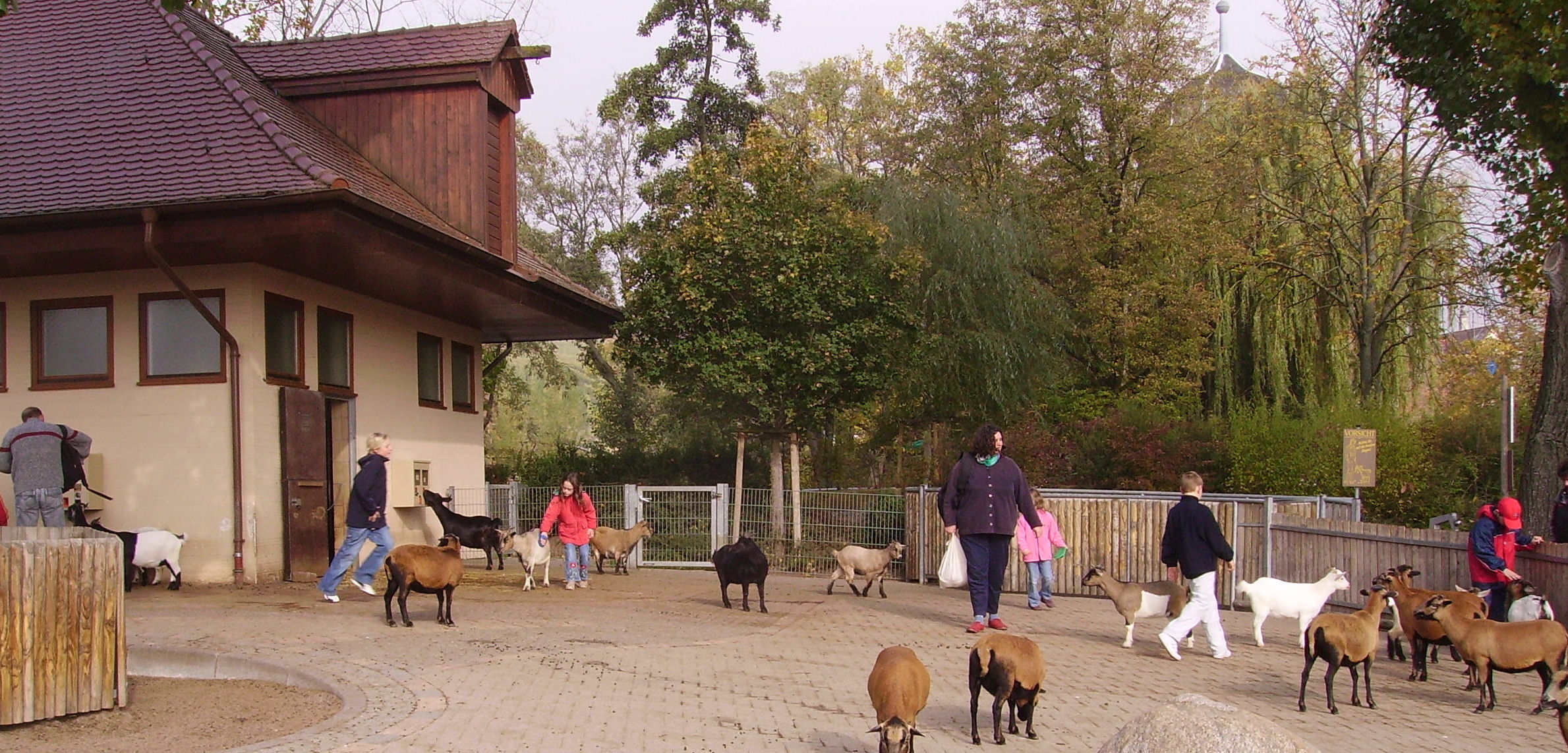
Streichelzoo

auf dem land ist ein Gedicht des österreichischen Lyrikers Ernst Jandl. Es entstand am 13. Februar 1963 und erschien erstmals 1966 im Gedichtband Laut und Luise. Es ist eines der so genannten „Sprechgedichte“ Jandls und ein Beispiel für Konkrete Poesie.

## Inhalt und Form
Ernst Jandl

auf dem land

Link zum Volltext des Gedichts

(Bitte Urheberrechte beachten)
Das Gedicht entwickelt Spannung durch den Kontrast von Titel und Inhalt. Während der Titel „auf dem land“ Bukolische Dichtung, also eine romantische, ländliche Szene erwarten lässt, karikiert der Text diesen Typus. Mit seinen Staccato-artigen Silbenwiederholungen vermittelt es eine nervenaufreibende Geräuschkulisse. Unterstrichen wird dies durch die „zerlegung des wortes und zusammenfügung seiner elemente zu neuen, ausdrucksstarken lautgruppen“.
Das Ergebnis ist ein Lautgedicht. Der Hörer nimmt das Gedicht zunächst als eine Abfolge von Geräuschen auf. 
Dabei besteht das Gedicht aus 12 Strophen, die jeweils nur aus den durch Wiederholung erweiterten Tiernamen und den entsprechend veränderten Lautbezeichnungen für die jeweiligen Tierlaute besteht (jeweils 9-fache Wiederholung der Anfangssilbe). In der Lesung Jandls wird das Gedicht vor allem dadurch akzentuiert, dass der Auslaut nochmals als „explosiver Schlußakkord, ein ‚Knalleffekt‘“ ausgesprochen wird.

## Interpretation
Das Gedicht hat kein Subjekt, kein lyrisches Ich. Es karikiert die Erwartung des Lesers und wirkt gerade durch das Ausbleiben einer Pointe.

## Ausgaben
- Ernst Jandl: Laut und Luise. Walter, Olten 1966, S. 143.
- Ernst Jandl: Gesammelte Werke. Erster Band. Gedichte 1. Darmstadt und Neuwied: Luchterhand Verlag 1985, Seite 221.